# Холден, Джоди
Джоди Холден (англ. Jody Holden; род. 20 августа 1968, Шелберн, Новая Шотландия, Канада) — канадский волейболист. Чемпион Панамериканских игр 1999 года. Участник Летних Олимпийских игр 2000 года.

## Биография
Джоди Холден родился 20 августа 1968 года в Шелберне, Новая Шотландия.
Играл в волейбол в закрытом помещении в юношеской сборной Канады в 1987-1988 годах. Также представлял взрослую команду с 1991 по 1994 год. После этого Холден решил начать карьеру в пляжном волейболе.
В 1996 году сформировал дуэт вместе с Конрадом Лейнеманном. В 1996 году пара приняла участие в мировом туре по пляжному волейболу в Рио-де-Жанейро, где попала в десятку лучших.
В 1997 году на первом чемпионате мира по пляжному волейболу Лейнеманн/Холден заняли 17-е место. Спустя два года результат был повторён.
В 1999 году вместе с Лейнеманном принял участие в первом проведённом турнире по пляжному волейболу в рамках Панамериканских игр, где обойдя пару Лула Барбоза и Адриано Гарридо из Бразилии завоевали первую в истории Канады и мира золотую медаль в мужском пляжном волейболе на панамериканских играх.

## Олимпиада 2000
После впечатляющих результатов на Панамериканских играх, пара приняла участие на летних Олимпийских играх в Сиднее.
На турнире в 1/16 турнира победили спортсменов из США Хайджера/Вонга со счётом 17:15. В 1/8 финала уступили немецким спортсменам Ахманну/Хагеру.

## После олимпиады
В 2001 году приняли участие на Чемпионат мира по пляжному волейболу в австрийском городе Клагенфурте.
На турнире пара выиграла свою группу обыграв пары Этке/Шойерпфлюг из Германии и Палинек/Почоп из Чехии со счётом 2:0 и 2:1 соответственно. В предварительном раунде встретились с парой из США Роджерс/Холдрен и уступив им со счётом 2:0 закончили своё участие в турнире.
Спустя два года снова приняли участие на чемпионате мира в Рио-де-Жанейро. На групповом этапе смогли обыграть только пару из Анголы Сильва/Ксисто со счётом 2:0, уступив двум парам из Бразилии, но этого хватило чтобы выйти в Плей-офф с третьего места. В предварительном раунде вновь уступили спортсменам из США Даксу Холдрену и Стейну Мецгеру со счётом 2:1, прекратив своё участие на турнире.
В 2004 году недолго соревновался с другим волейболистом Ареном Кадье. После принял участие в нескольких местных турнирах вместе с Лейнеманном и завершил карьеру волейболиста.